# Pływanie na Mistrzostwach Świata w Pływaniu 2015 – 4 × 100 m stylem zmiennym mężczyzn
4 × 100 m stylem zmiennym mężczyzn – jedna z konkurencji rozgrywanych podczas Mistrzostw Świata w Pływaniu 2015. Zarówno eliminacje jak i finał odbyły się 9 sierpnia.
W tej konkurencji wzięło udział 127 pływaków z 29 krajów.
Mistrzami świata zostali reprezentanci Stanów Zjednoczonych. Srebro zdobyli Australijczycy. Francuzi, którzy triumfowali w tej konkurencji w 2013 roku uplasowali się na trzecim miejscu.

## Rekordy
Przed zawodami rekordy świata i mistrzostw wyglądały następująco:
| Rekord                   | Reprezentacja | Czas    | Miejsce | Data            |
| ------------------------ | --- | ------- | ------- | --------------- |
| Rekord świata            | Stany Zjednoczone · Aaron Peirsol (52,19) · Eric Shanteau (58,57) · Michael Phelps (49,72) · David Walters (46,80) | 3:27,28 | Rzym    | 2 sierpnia 2009 |
| Rekord mistrzostw świata | Stany Zjednoczone · Aaron Peirsol (52,19) · Eric Shanteau (58,57) · Michael Phelps (49,72) · David Walters (46,80) | 3:27,28 | Rzym    | 2 sierpnia 2009 |

## Wyniki

### Eliminacje
Eliminacje odbyły się o 10:27.
| Miejsce | Wyścig | Tor | Państwo           | Zawodnik                                                                                                   | Czas      | Uwagi |
| ------- | ------ | --- | ----------------- | --- | --------- | ----- |
| 1.      | 4      | 1   | Stany Zjednoczone | Matt Grevers (52,85) Cody Miller (59,23) Tim Phillips (51,03) Ryan Lochte (47,95)                          | 3:31,06   | Q     |
| 2.      | 3      | 6   | Australia         | Mitch Larkin (52,37) Jake Packard (59,87) David Morgan (51,76) Kyle Chalmers (47,86)                       | 3:31,86   | Q     |
| 3.      | 2      | 7   | Francja           | Camille Lacourt (53,50) Giacomo Perez d’Ortona (1:00,06) Mehdy Metella (50,88) Fabien Gilot (48,07)        | 3:32,51   | Q     |
| 4.      | 4      | 4   | Japonia           | Ryosuke Irie (53,23) Yasuhiro Koseki (59,65) Takurō Fujii (51,59) Shinri Shioura (48,35)                   | 3:32,82   | Q     |
| 5.      | 1      | 5   | Niemcy            | Jan-Philip Glania (53,51) Hendrik Feldwehr (59,37) Steffen Deibler (51,76) Christoph Fildebrandt (48,30)   | 3:32,94   | Q     |
| 6.      | 2      | 6   | Wielka Brytania   | Chris Walker-Hebborn (53,70) Ross Murdoch (59,20) Adam Barrett (52,29) Ben Proud (48,18)                   | 3:33,37   | Q     |
| 7.      | 4      | 3   | Polska            | Radosław Kawęcki (53,90) Marcin Stolarski (1:00,66) Paweł Korzeniowski (51,30) Konrad Czerniak (47,64)     | 3:33,50   | Q,    |
| 8.      | 4      | 8   | Rosja             | Grigorij Tarasiewicz (54,09) Ilja Chomenko (59,58) Danił Pachomow (51,83) Aleksandr Suchorukow (48,52)     | 3:34,02   | Q     |
| 9.      | 3      | 3   | Włochy            | Simone Sabbioni (54,17) Andrea Toniato (1:00,21) Matteo Rivolta (52,00) Marco Orsi (48,21)                 | 3:34,59   |       |
| 10.     | 3      | 4   | Brazylia          | Guilherme Guido (53,94) Felipe Lima (59,59) Arthur Mendes (52,86) Marcelo Chierighini (48,34)              | 3:34,73   |       |
| 11.     | 4      | 0   | Chiny             | Xu Jiayu (53,44) Li Xiang (1:00,78) Li Zhuhao (51,61) Lin Yongqing (49,38)                                 | 3:35,21   |       |
| 12.     | 2      | 1   | Litwa             | Danas Rapšys (54,71) Giedrius Titenis (58,96) Tadas Duškinas (52,69) Mindaugas Sadauskas (48,94)           | 3:35,30   | NR    |
| 13.     | 2      | 2   | Kanada            | Russell Wood (54,95) Richard Funk (1:00,05) Santo Condorelli (52,29) Yuri Kisil (48,43)                    | 3:35,72   |       |
| 14.     | 3      | 1   | Grecja            | Apostolos Christou (55,43) Panajotis Samilidis (1:01,44) Andreas Vazaios (52,42) Kristian Gołomeew (48,57) | 3:37,86   |       |
| 15.     | 2      | 5   | Białoruś          | Pawieł Sankowicz (55,22) Ilja Szymanovicz (1:02,24) Jauhien Curkin (51,66) Artiom Maczekin (49,11)         | 3:38,23   |       |
| 16.     | 3      | 2   | Nowa Zelandia     | Corey Main (54,40) Glenn Snyders (1:00,11) Bradlee Ashby (54,50) Matthew Stanley (49,68)                   | 3:38,69   |       |
| 17.     | 1      | 4   | Szwajcaria        | Nils Liess (55,71) Yannick Käser (1:00,33) Nico van Duijn (53,03) Alexandre Haldemann (49,87)              | 3:38,94   | NR    |
| 18.     | 1      | 3   | Turcja            | Doruk Tekin (56,35) Demir Atasoy (1:01,62) Kaan Türker Ayar (53,99) Kemal Arda Gürdal (48,50)              | 3:40,46   | NR    |
| 19.     | 2      | 0   | Singapur          | Quah Zheng Wen (54,41) Khoo Chien Yin Lionel (1:02,50) Joseph Schooling (52,79) Yeo Kai Quan (51,23)       | 3:40,93   |       |
| 20.     | 3      | 7   | Kolumbia          | Omar Pinzón (55,11) Jorge Murillo (1:00,52) Esnaider Reales (54,33) Mateo de Angulo (51,48)                | 3:41,44   |       |
| 21.     | 4      | 6   | Egipt             | Mohamed Khaled (56,55) Youssef El-Kamash (1:01,85) Omar Eissa (53,73) Marwan El-Kamash (49,84)             | 3:41,97   | NR    |
| 22.     | 2      | 4   | Uzbekistan        | Daniil Bukin (57,53) Vladislav Mustafin (1:00,68) Aleksey Derlyugov (54,64) Daniil Tulupov (49,48)         | 3:42,33   |       |
| 23.     | 4      | 9   | Estonia           | Ralf Tribuntsov 55,03 · Martin Allikvee (1:01,40) · Martin Liivamägi (54,83) · Martti Aljand (51,89)       | 3:43,15   |       |
| 24.     | 3      | 5   | Czechy            | Roman Dmytrijev (57,45) Petr Bartůněk (1:03,69) Jan Šefl (54,11) Martin Verner (48,96)                     | 3:44,21   |       |
| 25.     | 2      | 8   | Luksemburg        | Raphaël Stacchiotti (57,51) Laurent Carnol (1:00,76) Julien Henx (55,04) Pit Brandenburger (50,91)         | 3:44,22   |       |
| 26.     | 3      | 9   | Łotwa             | Janis Šaltans (56,36) Daniils Bobrovs (1:02,60) Nikolajs Maskalenko (56,11) Uvis Kalniņš (50,51)           | 3:45,58   |       |
| 27.     | 3      | 8   | Kuwejt            | Yousef Al-Askari (1:01,13) Ahmad Al-Bader (1:03,51) Abbas Qali (54,39) Mohammad Madwa (51,72)              | 3:50,75   | NR    |
| 28. !   | 2      | 3   | Meksyk            | | 9:99,99 ! | DNS   |
| 28. !   | 3      | 0   | Azerbejdżan       | | 9:99,99 ! | DNS   |
| 28. !   | 4      | 5   | Indie             | | 9:99,99 ! | DNS   |
| 28. !   | 4      | 2   | Wenezuela         | Carlos Omaña (DSQ) Carlos Claverie Albert Subirats Cristian Quintero                                       | 9:99,99 ! | DSQ   |
| 28. !   | 4      | 7   | Węgry             | Gábor Balog (54,06) Dániel Gyurta (DSQ) László Cseh Krisztián Takács                                       | 9:99,99 ! | DSQ   |

### Finał
Finał odbył się o 19:07.
| Miejsce | Tor | Państwo           | Zawodnik                                                                                                 | Czas    | Uwagi |
| ------- | --- | ----------------- | --- | ------- | ----- |
| 1. !    | 4   | Stany Zjednoczone | Ryan Murphy (53,05) Kevin Cordes (58,88) Tom Shields (50,59) Nathan Adrian (47,41)                       | 3:29,93 |       |
| 2. !    | 5   | Australia         | Mitch Larkin (52,41) Jake Packard (59,16) Jayden Hadler (51,91) Cameron McEvoy (46,60)                   | 3:30,08 |       |
| 3. !    | 3   | Francja           | Camille Lacourt (52,81) Giacomo Perez d’Ortona (59,88) Mehdy Metella (50,39) Fabien Gilot (47,42)        | 3:30,50 |       |
| 4.      | 7   | Wielka Brytania   | Chris Walker-Hebborn (53,23) Adam Peaty (57,74) James Guy (51,62) Ben Proud (48,08)                      | 3:30,67 | NR    |
| 5.      | 8   | Rosja             | Jewgienij Ryłow (53,21) Kiriłł Prigoda (59,11) Daniił Pachomow (51,17) Władimir Morozow (47,41)          | 3:30,90 |       |
| 6.      | 6   | Japonia           | Ryosuke Irie (53,05) Yasuhiro Koseki (59,31) Takurō Fujii (51,15) Shinri Shioura (47,59)                 | 3:31,10 |       |
| 7.      | 2   | Niemcy            | Jan-Philip Glania (53,48) Hendrik Feldwehr (59,15) Steffen Deibler (51,27) Christoph Fildebrandt (48,26) | 3:32,16 |       |
| 8.      | 1   | Polska            | Radosław Kawęcki (54,25) Marcin Stolarski (1:00,57) Paweł Korzeniowski (51,14) Konrad Czerniak (48,38)   | 3:34,34 |       |